# Greg Graffin
Gregory Walter Graffin (Madison, 6 de novembro de 1964) é fundador e vocalista da banda de punk rock Bad Religion. Greg também já lançou três álbuns solo: American Lesion (1997), Cold as the Clay (2006) e Millport (2017).
Graffin é formado em antropologia e geologia pela Universidade da Califórnia em Los Angeles (UCLA). Tem mestrado em Geologia pela mesma e doutorado na área de Zoologia, ambos pela mesma instituição, mais especificamente paleontologia evolutiva, pela Universidade Cornell, com o título de sua tese sendo: Evolution, Monism, Atheism, and the Naturalist World-View: Perspectives from Evolutionary Biology.
Greg Graffin reside atualmente em Los Angeles, Califórnia, e leciona Ciência da Vida na UCLA.

## Discografia

### Solo
- American Lesion (1997)
- Cold as the Clay (2006)
- Millport (2017)